# Ralph Ellison
Ralph Ellison, właśc. Ralph Waldo Ellison (ur. 1 marca 1913 w Oklahoma City, zm. 16 kwietnia 1994 w Nowym Jorku) – amerykański pisarz, publicysta i wykładowca uniwersytecki.
W 1933 rozpoczął studia muzyczne na Tuskegee Institute w Alabamie, w 1936 wyjechał do Nowego Jorku, gdzie pisywał do różnych gazet oraz spotkał innego czarnoskórego pisarza, wówczas słynnego i popularnego – Richarda Wrighta. W czasie II wojny światowej pływał na statkach handlowych.
Po wojnie zaczął pisać dzieło życia, powieść Niewidzialny człowiek (Invisible Man). Książka, opublikowana w 1952, w roku następnym została uhonorowana National Book Award.
Później – mimo sukcesu jaki odniosła jego powieść – Ellison skłonił się ku publicystyce. Opublikował m.in. zbiory esejów Shadow and Act (1964) i Going to the Territory (1986).
Ellison zmarł 16 kwietnia 1994 r. na skutek raka trzustki. Został pochowany na Trinity Church Cemetery w dzielnicy Washington Heights na Górnym Manhattanie.